# Пустовойтов, Иван Иванович

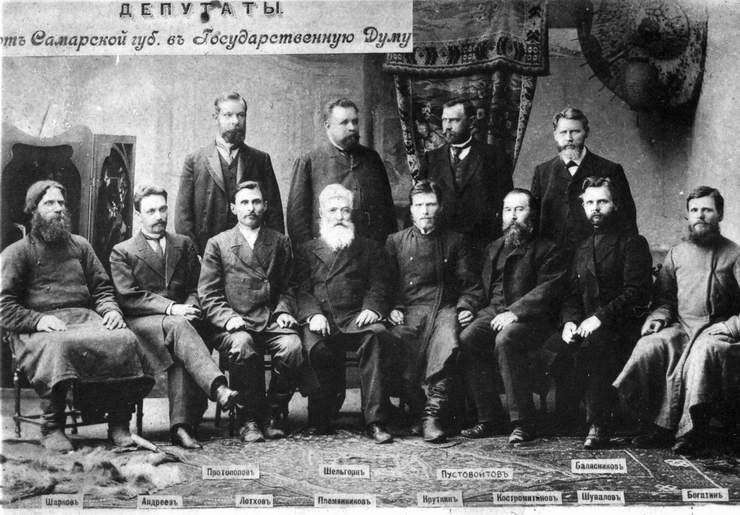
Члены государственной Думы Первого созыва от Самарской губернии. Первый ряд (слева направо) — П. В. Шарков, А. А. Андреев, И. С. Лотхов, В. А. Племянников, М. М. Круткин, Г. Н. Костромитинов, И. Е. Шувалов, Д. Г. Богатин; Второй ряд — Д. Д. Протопопов, Г. Х. Шельгорн, И. И. Пустовойтов, В. Ф. Балясников.

Иван Иванович Пустовойтов (1871 — ?) — крестьянин, депутат Государственной думы I созыва от Самарской губернии.

## Биография
Крестьянин слободы Покровская Новоузенского уезда Самарской губернии. Вырос среди немецких колонистов, прекрасно знал немецкий язык. Выпускник 4-классной Саратовской гимназии. Был избран волостным старшиной, но отстранён от должности из-за настойчивого отстаивания крестьянских интересов, а также за отказ исполнять распоряжения земского начальника. В 1905 снова избран волостным старшиной, но на должность не заступил. В 1904 избран гласным Новоузенского уездного и Самарского губернского земских собраний.
26 марта 1906 избран в Государственную думу I созыва от съезда уполномоченных от волостей Самарской губернии. Сразу после избрания вместе с другими Самарскими депутатами послал на имя председателя правительства графа Витте следующую телеграмму; «Мы члены Государственной Думы, Самарской губернии, сим протестуем против смертной казни и требуем немедленного прекращения смертных приговоров. Андреев, Балясников, Богатин, Костромитинов, Круткин, Лотхов, Племянников, Протопопов, Пустовойтов, Шарков, Шувалов».
В Думе вошёл в состав Трудовой группы, стал членом её Временного комитета. Состоял в думских комиссиях о всеподданнейшем адресе, по поверке прав членов Государственной Думы, по составлению Наказа[прояснить] и в распорядительной комиссии.
По воспоминаниям внука со стороны дочери, Александра Магницкого, в Столыпинскую реформу взял себе землю за Покровской Слободой (ныне городом Энгельсом), вёл большое хозяйство. Был расстрелян в советское время.
Точная дата смерти неизвестна.

### Рекомендуемые источники
- Колесниченко Д. А. Состав Трудовой группы в I и II Государственных думах: Сводная таблица членов фракции. М, 1988. С. 244—245.

### Архивы
- Российский государственный исторический архив. Фонд 1278. Опись 1 (1-й созыв). Дело 27. Лист 9; Фонд 1327. Опись 1. 1905 год. Дело 141. Лист 29 оборот — 30; Дело 143. Лист 116 оборот.